# Javān
Javān (in hindī जवान, lett. "Soldato", pronuncia AFI: [dʒʌwɑːn]) è un film del 2023 diretto da Atlee, al suo esordio nel cinema hindi.

## Trama
Un uomo mascherato e sei complici armate dirottano una linea della metropolitana di Mumbai, chiedendo 400 miliardi di rupie e di parlare col Ministro dell'Agricoltura in cambio della vita dei passeggeri. In diretta, i sequestratori recriminano al Ministro di non aver aiutato migliaia di contadini poveri spinti al suicidio dai creditori, prodigandosi invece per salvare dal lastrico delle aziende private con soldi pubblici. Il governo è costretto a cedere al ricatto poiché tra gli ostaggi c'è la figlia del mercante d'armi Kalee Gaikwad, un uomo potente e con agganci in politica. La somma pagata da Kalee viene subito trasferita dai sequestratori nei conti bancari di 700 000 contadini, estinguendone tutti i debiti, per poi sfuggire alla polizia mescolandosi agli ostaggi. Kalee riceve da sua figlia un messaggio dall'uomo mascherato: il nome "Vikram Rathore".
L'identità segreta del misterioso individuo è quella di Azad, il direttore di un carcere femminile in cui gli altri membri della banda sono secondine o detenute. Mentre progetta il prossimo colpo, si affeziona a una bimba tenera e precoce figlia di madre single che lo vorrebbe come padre, senza sapere che sua madre è Narmada Rai, l'agente dell'antiterrorismo con la quale aveva condotto i negoziati a Mumbai.
Azad e la sua banda rapiscono il Ministro della Salute, un corrotto appropriatosi dei fondi per dei respiratori artificiali che avrebbero salvato 63 bambini le cui morti erano state poi addossate alla giovane dottoressa che ne aveva denunciato la carenza, una delle ragazze di Azad. In cambio della vita del Ministro, chiedono e ottengono di migliorare le infrastrutture della sanità pubblica del Paese, riuscendo nuovamente ad eludere Narmada. Mentre la fama del giustiziere mascherato Vikram Rathore si diffonde, Azad e Narmada si innamorano e convolano a nozze, ma la felicità ha vita breve: durante la luna di miele, Narmada scopre il segreto di Azad, ma, prima che possa reagire, entrambi vengono rapiti e torturati dagli scagnozzi di Kalee. A salvarli è un uomo simile ad Azad, ma più vecchio, che si presenta come il vero Vikram Rathore. 
Narmada scopre dalle ragazze della prigione la storia di Azad: suo padre Vikram era un ufficiale dell'esercito la cui unità fu decimata nel corso di un'operazione antiterrorismo del 1986 a causa di un lotto di armi difettose. Vikram riuscì a far sì che l'esercito cancellasse l'appalto del fornitore responsabile, Kalee, il quale si vendicò facendolo sparire e mandando in prigione sua moglie, Aishwarya, per l'omicidio di alcuni poliziotti corrotti che avevano fornito prove false del tradimento di Vikram verso la patria. Aishwarya diede alla luce Azad in carcere, ma le fu risparmiato il patibolo finché non il bimbo non ebbe compiuto cinque anni. Prima di essere impiccata, gli chiese di dimostrare l'innocenza del padre e di battersi per gli oppressi. Azad fu cresciuto dalle detenute della prigione, diventandone il direttore. All'insaputa di tutti, però, Vikram non era morto, ma, perduta la memoria, era stato trovato dagli abitanti di in un remoto villaggio del nord-est, dov'era rimasto finché uno di loro non aveva notato un somiglianza tra lui e Azad, che aveva visto alla metro di Mumbai.
Pur non riconoscendo l'uomo che si dice suo figlio, Vikram accetta di aiutarlo a fermare definitivamente Kalee. Riuniti i suoi vecchi commilitoni, aiuta Azad e la sua banda a fermare un convoglio di furgoni portavalori che trasportano i soldi con cui Kalee conta di influenzare le imminenti elezioni. Inoltre salvano Narmada e sua figlia, rapite da Kalee in un raid alla prigione dove perde la vita una delle ragazze di Azad. Nei panni di Vikram, Azad pubblica un video in cui chiede (e ottiene) dal governo la chiusura di 253 fabbriche nocive per l'ambiente, in cambio delle macchine elettorali che ha rubato. Gettando la maschera, si rivolge poi per la prima volta direttamente ai suoi spettatori con una filippica sull'importanza del voto. Kalee assalta la prigione coi suoi uomini: riacquistata la memoria nello scontro, Vikram riconosce Azad come suo figlio e insieme i due impiccano Kalee sullo stesso patibolo dove lui aveva fatto giustiziare Aishwarya.

## Produzione
Le riprese sono cominciate nel settembre del 2021 a Pune, la cui metropolitana è servita come location per quella di Mumbai. Sono continuate per tutto l'anno seguente, tenendosi anche a Mumbai, Hyderabad, Chennai, e nel Rajasthan.
Il numero musicale del brano Zindā bandā è stato girato in una prigione ricostruita in un set cinematografico a Chennai in 5 giorni di lavorazione, impiegando più di 1000 ballerini, coreografati da Shobi Paulraj. È stato simultaneamente girato anche in tamil col titolo di Vanta iṭam. È costato complessivamente 150 milioni di rupie (circa 2 milioni di dollari).
Il numero musicale di Cāleyā è stato girato a Mumbai, così come come quello di Pharātta, nei teatri di posa di Film City. Le coreografie di entrambi sono state curate da Farah Khan. Il numero musicale di Not Ramaiyā Vastāvaiyā è stato coreografato da Vaibhavi Merchant e girato nei teatri di posa della Yash Raj Films, anch'esso a Mumbai.
La post-produzione è cominciata nel gennaio del 2023 ed è durata sei mesi. In totale, il film ha avuto un budget pari a circa 3 miliardi di rupie.

## Colonna sonora
Sia la colonna sonora strumentale che i brani musicali del film sono stati composti da Anirudh Ravichander, al suo esordio nel cinema di Bollywood; il regista inizialmente si era rivolto ad A. R. Rahman, con cui aveva collaborato in precedenza. Ravichander ha ricevuto uno stipendio pari a ₹10 crore, diventando così il compositore più pagato dell'industria cinematografica indiana. Secondo quest'ultimo, la parte più difficile è stata collegare musicalmente ciò che definiva "tre film diversi in uno".

### Tracce

#### Canzoni
Musiche di Anirudh Ravichander; edizioni musicali T-Series.
1. Anirudh Ravichander – Zindā bandā – 4:24 (testo: Irshad Kamil)
2. Arijit Singh e Shilpa Rao – Cāleyā – 3:20 (testo: Kumaar)
3. Anirudh Ravichander, Vishal Dadlani e Shilpa Rao – Not Ramaiyā Vastāvaiyā – 3:23 (testo: Kumaar)
4. Deepthi Suresh – Ārārāri rāro – 4:38 (testo: Irshad Kamil)
5. Anirudh Ravichander e Raja Kumari – Javān Title Track – 3:08 (testo: Raja Kumari)
6. Arijit Singh, Jonita Gandhi e Badshah – Pharātta – 3:15 (testo: Kumaar)
7. Grini e Jamila El Badaoui – Cāleyā (Arabic Version) – 3:20 (testo: Kumaar, traduzione di Mohamed El Maghribi)

La colonna sonora è stata pubblicata da T-Series il 6 settembre 2023 sia nell'originale hindi che in traduzioni in tamil e telugu due giorni più tardi, preceduta da tre singoli: Zindā bandā il 31 luglio, Cāleyā il 14 agosto e Not Ramaiyā Vastāvaiyā e il 29 agosto. Una versione tradotta in arabo di Cāleyā è stata eseguita a un evento promozione presso il Burj Khalifa il 31 agosto.

#### Background score
Musiche di Anirudh Ravichander; edizioni musicali T-Series.
1. Niranjana Ramanan – Krishna – 1:38 (testo: Vivek)
2. Kailash Kher – Kalki Theme – 1:48 (testo: Kausar Munir)
3. Neha Kakkar – Eeram Theme – 1:49 (testo: Kausar Munir)
4. Anirudh Ravichander – Maasi Theme – 2:59 (testo: Heisenberg)
5. Sanjeeta Bhattacharya – Mis Chicas (Spanish) – 1:03 (testo: Sanjeeta Bhattacharya)
6. Anirudh Ravichander – Vikram Rathore (English) – 1:33 (testo: Heisenberg)

## Distribuzione
Il film è stato distribuito nelle sale cinematografiche indiane a partire dal 7 settembre 2023, nell'originale hindi e doppiato in tamil e telugu: ha esordito in contemporanea su oltre 10000 schermi a livello internazionale, di cui 5500 in India.

## Accoglienza

### Incassi
Il film ha incassato ₹761,62 crore in India e ₹386,34 crore nel resto del mondo, per un totale di ₹1147,96 crore (pari ad oltre 130 milioni di dollari). È diventato al momento della sua uscita il quinto film indiano di maggiore incasso di sempre (il secondo in hindi e il quarto considerando il solo botteghino nazionale) e il maggiore incasso dell'anno in India, nonché della carriera di Khan, superando in tutti questi campi il precedente film dell'attore, Paṭhān (2023).
Ha battuto anche altri primati appartenuti a Paṭhān al botteghino indiano, tra cui quello di film hindi di maggiore incasso di sempre in un giorno (₹75 crore, pari a 9,4 milioni di dollari), fine settimana (₹286,16 crore, pari a 29,5 milioni di dollari) e settimana d'esordio (₹391,33 crore). Nel suo fine settimana d'esordio, con una cifra globale di 62,7 milioni di dollari, è risultato il secondo film di maggiore incasso al mondo dietro a The Nun II.